# Waynesville (North Carolina)
Waynesville is een plaats (town) in de Amerikaanse staat North Carolina, en valt bestuurlijk gezien onder Haywood County.

## Demografie
Bij de volkstelling in 2000 werd het aantal inwoners vastgesteld op 9232.
In 2006 is het aantal inwoners door het United States Census Bureau geschat op 9432, een stijging van 200 (2,2%).

## Geografie
Volgens het United States Census Bureau beslaat de plaats een oppervlakte van
20,1 km², geheel bestaande uit land. Waynesville ligt op ongeveer 864 m boven zeeniveau.

## Plaatsen in de nabije omgeving
De onderstaande figuur toont nabijgelegen plaatsen in een straal van 16 km rond Waynesville.